# Bundesautobahn 831
Die Bundesautobahn 831 (Abkürzung: BAB 831) – Kurzform: Autobahn 831 (Abkürzung: A 831) – ist eine Autobahn auf dem Gebiet der baden-württembergischen Landeshauptstadt Stuttgart. Sie beginnt in Richtung Süden unmittelbar vor der Anschlussstelle Stuttgart-Vaihingen und stellt hier eine direkte Fortsetzung der vierspurigen Bundesstraße 14 dar. Am Autobahnkreuz Stuttgart geht sie heute in die Autobahn 81 über. Mit einer Streckenlänge von nur 2,3 km ist die A 831 die kürzeste Autobahn Deutschlands.

## Ursprünglicher Verlauf

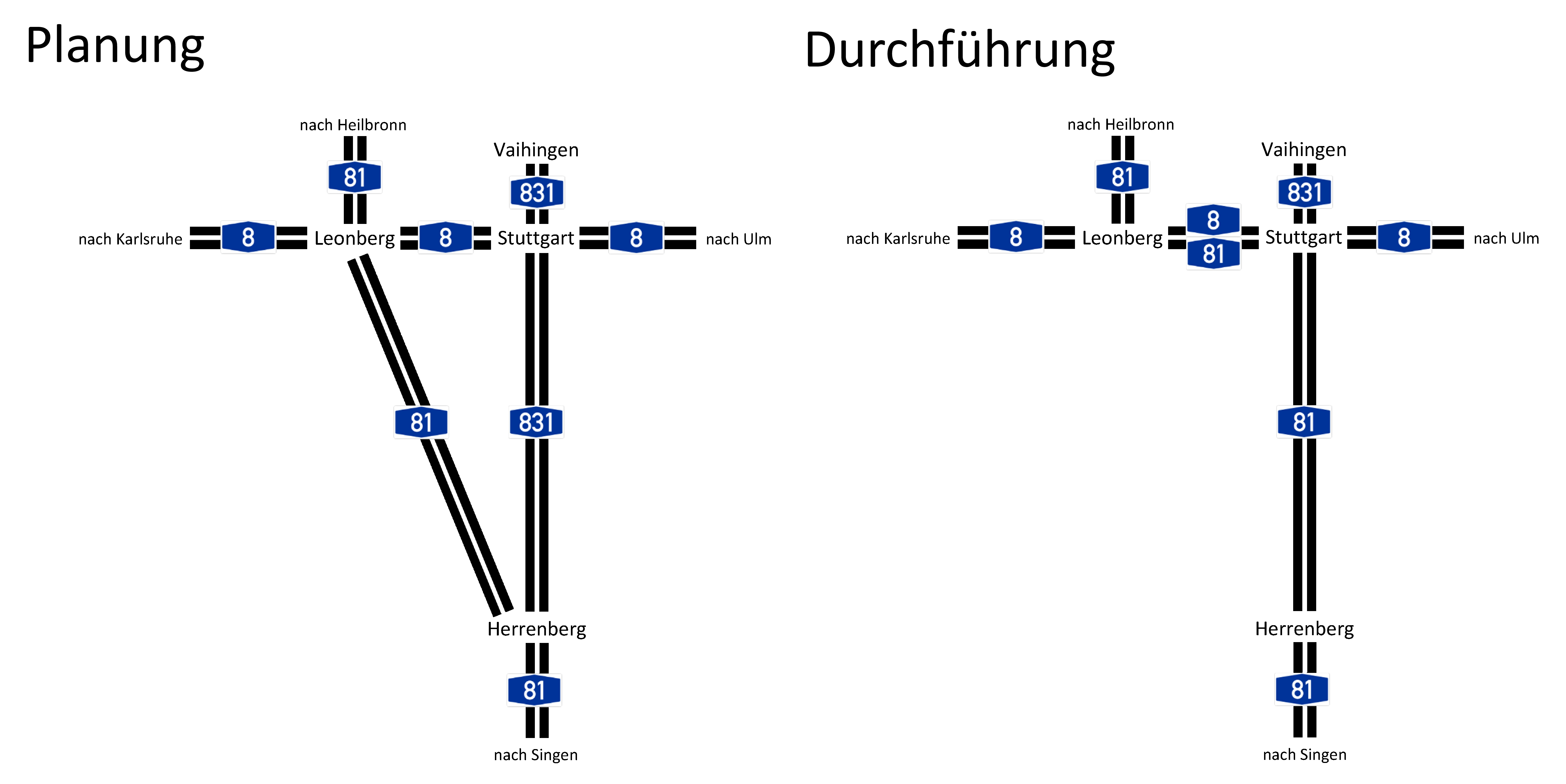
Vergleich des geplanten Streckennetzes der Autobahnen um Stuttgart mit der letztendlichen Durchführung

Ursprünglich führte die A 831 südlich der A 8 weiter vom Stuttgarter Kreuz zwischen Sindelfingen und Böblingen bis zum „Autobahnkreuz Herrenberg“ bei Gärtringen. Dieser Abschnitt wurde jedoch, nachdem auf den Bau der Direktverbindung der A 81 von Leonberg nach Gärtringen verzichtet wurde, umnummeriert in A 81. Das in Gärtringen schon in Teilen errichtete Autobahnkreuz wird als ungewöhnlich ausgeformte Anschlussstelle verwendet. Von Singen kommend führt die Trasse nach links aus, während die Hauptstrecke, nach rechts führend, die gedachte Ausfahrt zur A 831 benutzt.
Neben der geplanten A 81 direkt nach Leonberg und der geplanten, nur regionalen A 831 nach Böblingen/Stuttgart hätte die  A 831 auch noch eine Fortsetzung von Gärtringen bis nach Kuppingen bekommen sollen, wodurch ein Autobahnkreuz entstanden wäre; auch auf diesen Abschnitt wurde verzichtet.

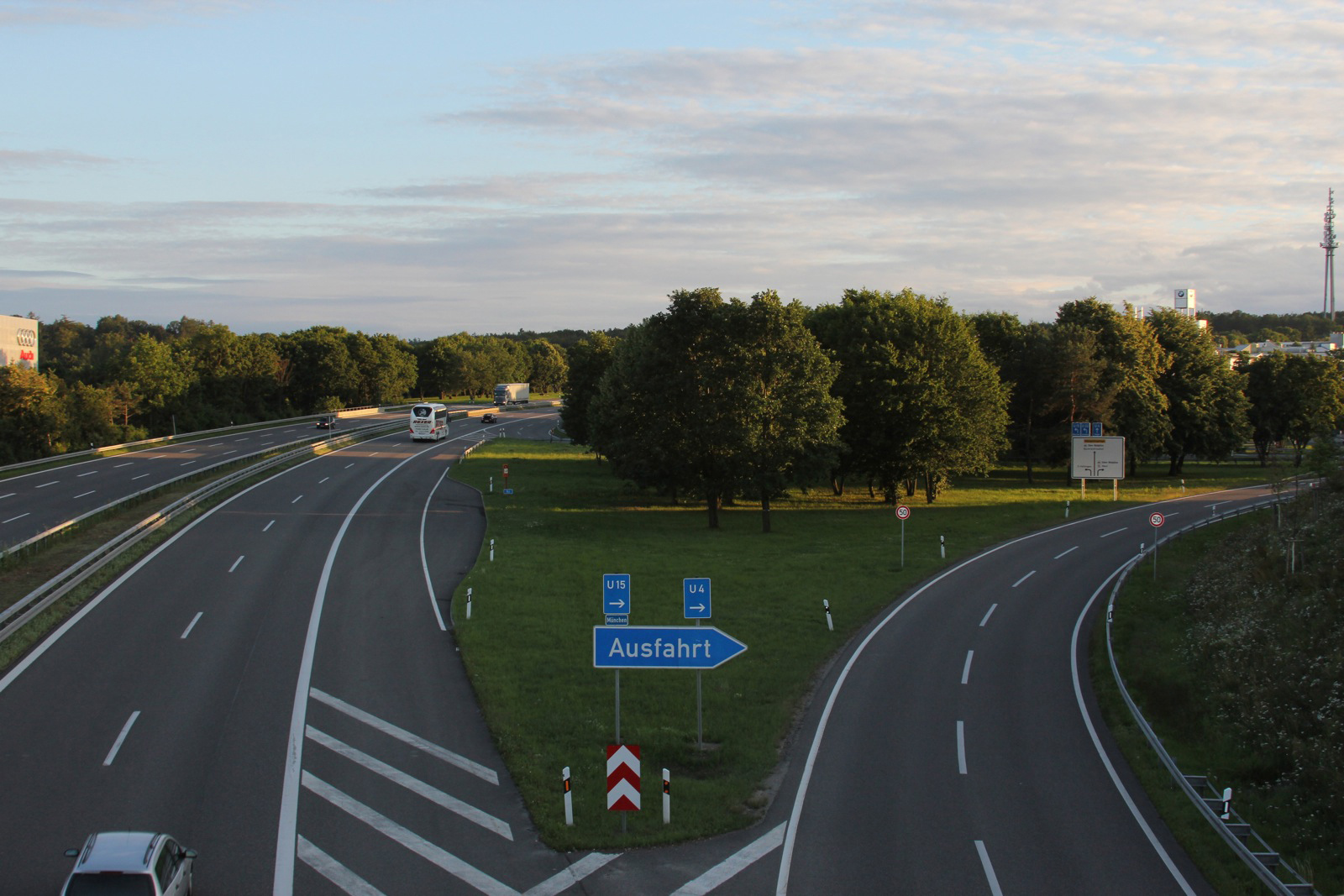
AS Stuttgart-Vaihingen
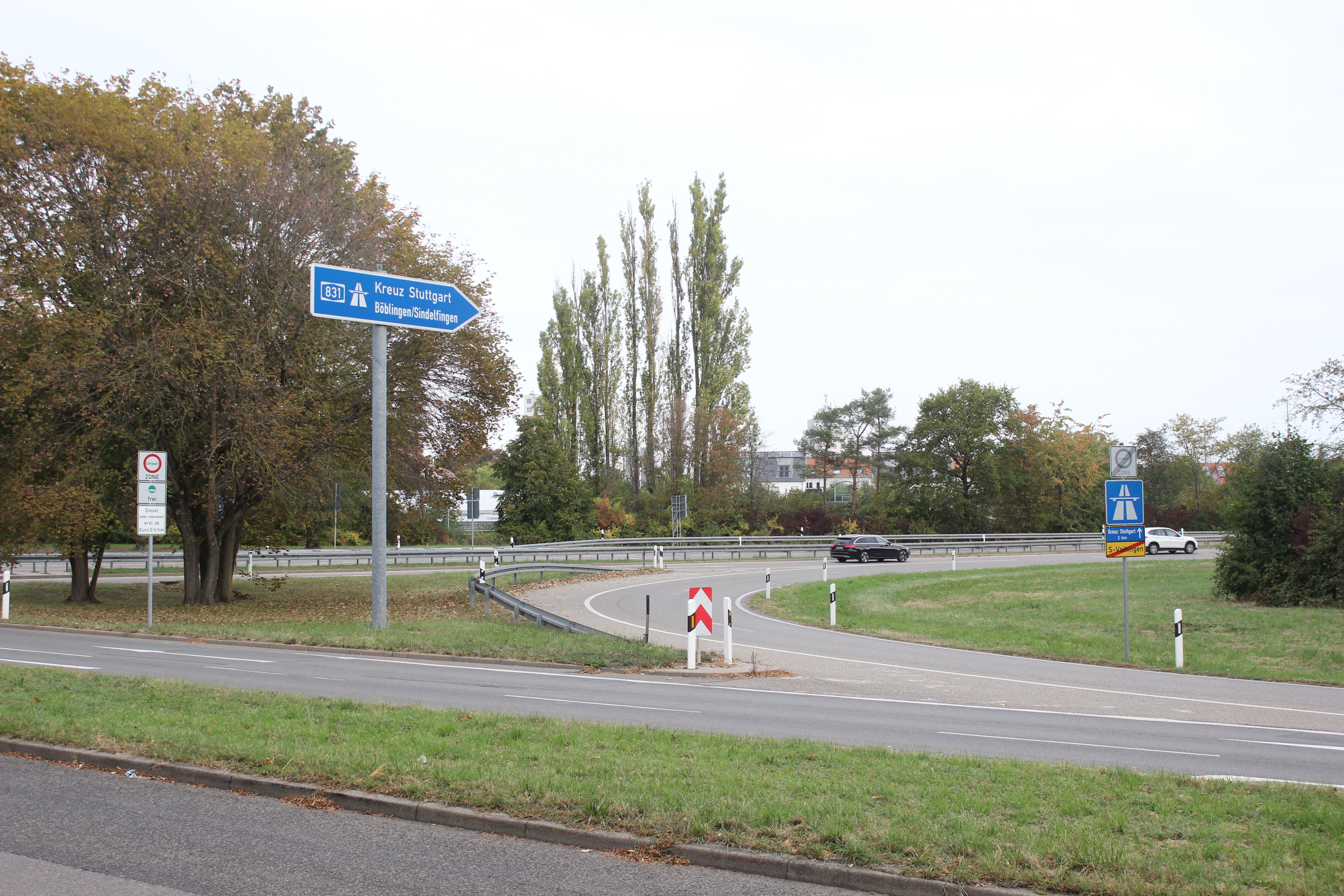
Auffahrt der AS Stuttgart-Vaihingen
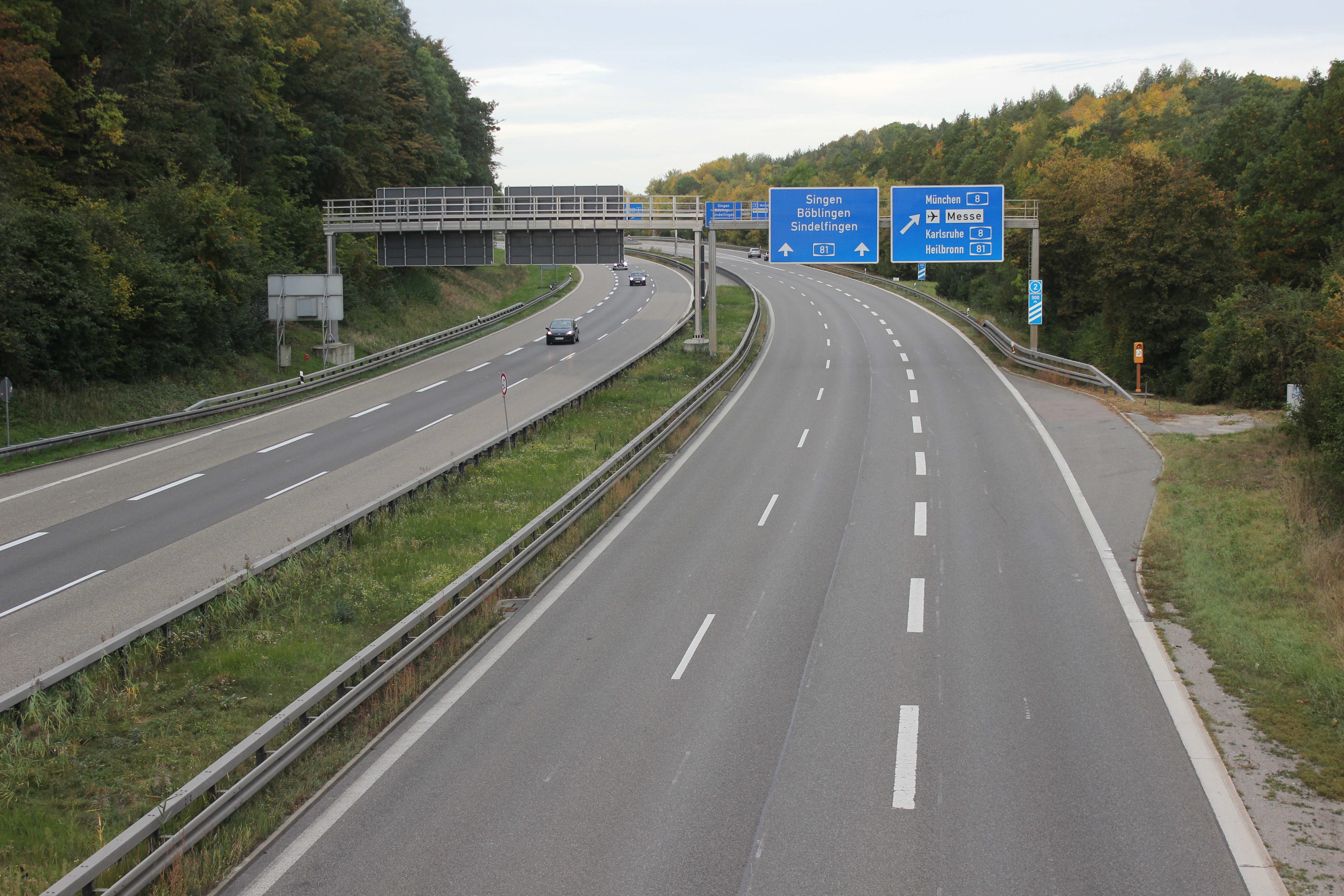
Ankündigung des Kreuzes Stuttgart